# Conifaber
Conifaber là một chi nhện trong họ Uloboridae.